# Richard Wiebel
Richard Wiebel (* 6. Mai 1869 in Lauingen; † 22. November 1945 in Kaufbeuren) war ein katholischer Landpfarrer und Sammler von Kruzifixen im Ostallgäu.

## Leben

### Herkunft
Richard Wiebel Ahnen kamen väterlicherseits aus dem Gebiet zwischen Augsburg und Donauwörth, zwischen Zusam und Schmutter und mütterlicherseits waren es die Mettenleiter aus Wallerstein im Ries und die Mayrhofer aus Druisheim.
Er war das dritte Kind des Lehrers Anton Wiebel (* 8. Januar 1834 in Hainhofen; † 26. Februar 1917 in Daxberg bei Erkheim) und dessen Ehefrau Maria (* 18. August 1845 in Wallerstein, † 13. Februar 1932 in Memmingen, geb. Mayrhofer); er hatte noch drei Brüder und zwei Schwestern.
Er wuchs ab 1871 in Lindau auf; dort unterrichtete sein Vater die katholische obere Knabenklasse und war dazu auch an der gewerblichen Fortbildungsschule tätig, bevor er als Hauptlehrer 1898 pensioniert wurde. Sein Vater erteilte dem bayerischen Kronprinzen Rupprecht von Bayern Geigenunterricht, wenn sich die bayerische Königsfamilie zum Sommeraufenthalt in Lindau in ihrer Villa am See aufhielt.

### Ausbildung
Richard Wiebel verbrachte seine Volksschulzeit von 1875 bis 1879 in Lindau; dort besuchte er auch die ersten Klassen der Lateinschule, dem späteren Gymnasium (siehe Bodensee-Gymnasium). Von 1881 bis 1886 war er Schüler des königlichen Studienseminars in Neuburg an der Donau und zum Besuch der beiden letzten Klassen wechselte er an die königliche Studienanstalt in Kempten, die vom Rektor Adolf Römer geleitet wurde. In Kempten war sein Großonkel Bernhard Mettenleiter (1822–1901) Musik- und Gesangslehrer an der Studienanstalt, der Richard Wiebel vermutlich ermutigt hatte nach Kempten zu kommen.
Im Juli 1888 absolvierte er die Abiturprüfung.

### Priesterberuf
Richard Wiebel trat ins Priesterseminar ein und begann sein Studium der Philosophie und Theologie im Herbst 1888 in Dillingen. Am 31. Juli 1892 erfolgte seine Weihe zum Priester und am 14. August 1892 feierte er in der Stadtpfarrkirche Lindau (siehe Münster Unserer Lieben Frau) seine Primiz.
Vom 26. September 1892 bis zum 27. März 1894 war er als Kaplan in Ettenbeuren im Landkapitel Ichenhausen tätig, bevor er bis zum 26. August 1897 als Kaplan in Heimenkirch im Landkapitel Weiler wirkte. Vom 26. August 1897 war er als Pfarrvikar auf seiner ersten selbständigen Stelle in der Pfarrei Bleichen in Unterbleichen im Landkapitel Ichenhausen. Am 26. Mai 1898 erhielt er die Pfarrerstelle in Unterbleichen übertragen und hatte diese bis zum 28. April 1904 inne.
Er wurde am 28. April 1904 Pfarrer in Irsee und blieb dort bis zu seinem Eintritt in den Ruhestand am 31. Juli 1936; die ehemalige Klosterkirche des Klosters Irsee diente, seit der Säkularisation 1802 als Pfarrkirche St. Peter und Paul der Gemeinde. Er kannte die historische Bedeutung seiner Pfarrei und war sich des kunsthistorischen Rangs seiner Kirche bewusst; sehr wichtig waren die genauen Kenntnisse der Eigentumsverhältnisse an den Irseer kirchlichen Einrichtungen, denn bei jeder Baumaßnahme war der Pfarrer mit der staatlichen Bau- und Finanzverwaltung konfrontiert und musste unter Umständen juristisch auf lang zurückliegende Verträge verweisen können.
Neben seinen geistlichen und seelsorgerischen Aufgaben war er als Organ der örtlichen Schulaufsicht Lokalschulinspektor und erteilte dazu Religionsunterricht an der Volksschule Irsee.
Er förderte den späteren Lyriker Josef Guggenmos, sodass dieser das Humanistische Gymnasium (siehe Rhabanus-Maurus-Gymnasium) in St. Ottilien am Ammersee besuchen durfte.
In dem ehemaligen Klostergebäude bestand die Heil- und Pflegeanstalt Kaufbeuren/Irsee; als diese 1906 aufgehoben werden sollte, machte sich Richard Wiebel zum Anwalt der Interessen der Gemeinde Irsee und argumentierte gegen die Aufhebung engagiert und sachkundig. Er plädierte für eine sofortige Sanierung der unhaltbaren hygienischen Zustände. Eine weitere Hauptsorge waren immer wieder die Restaurierungsmaßnahmen an der ehemaligen Klosterkirche. Die staatliche Finanzkammer reagierte restriktiv, wenn es um die Regulierung von Baufällen ehemaligen Irseer Kirchenbesitzes ging und Richard Wiebel drang stets hartnäckig darauf, dass der Staat seinen finanziellen Verpflichtungen nachkam. Im Juli 1910 lehnte die Finanzkammer die Kostenübernahme der Glockenstuhlreparatur im südlichen Turm komplett ab. Er habe darauf ein aufgebrachtes Schreiben an die Beamten nach Augsburg gesandt, die daraufhin das Schreiben mit dem Vermerk Oho! an ihn zurücksandten. Er habe daraufhin den Brief mit dem Vermerk Aha! wieder nach Augsburg gesandt und am 18. August 1910 kam, ohne weitere Korrespondenz, die Finanzierungsanweisung.
Am 1. August 1936 trat er aus gesundheitlichen Gründen in den Ruhestand und zog zu seiner Schwester Eleonore Wiebel († 1954) nach Oberbeuren, bevor sie 1937 nach Kaufbeuren übersiedelten.
1938 wurde er als Inhaber des Ruf'schen Benefiziats an der Klosterkirche (siehe Kloster Kaufbeuren) in Kaufbeuren genannt.
In Kaufbeuren hat er in der Seelsorge mitgeholfen und jahrelang auch regelmäßig gepredigt, bis er wegen seiner Krebserkrankung nicht mehr konnte; an Sonntagen hatte er die Kindermesse in St. Martin übernommen.
Er wurde auf dem Alten Friedhof in Kaufbeuren beigesetzt.

### Heimatkundliches Wirken
Richard Wiebels Wissen auf dem Gebiet der Geschichte, Kunstgeschichte und Volkskunde hatte er sich autodidaktisch angeeignet.
Er beschäftigte sich mit kunst- und kulturhistorischen Themen und veröffentlichte erstmalig hierzu 1902/1903 in der 1899 von Christian Frank begründeten Zeitschrift Deutsche Gaue eine kurze Notiz über ein Steinkreuz in Unterbleichen.
Seit der Jahrhundertwende sammelte er Kruzifixe und beschäftigte sich mit ihrer Ikonografie. Als er bereits einige hochwertige und besondere Kruzifixe besaß, entstand die Idee, die Darstellungen des Gekreuzigten in ihrer geschichtlichen und kunsthistorischen Entwicklung zu erforschen; der Aufbau seiner Kruzifixsammlung erfolgte in engem Zusammenhang mit seinem wissenschaftlichen Interesse daran. Die meisten seiner Kruzifixe erwarb er im Kunsthandel, in Auktionshäusern und Antiquitätenläden. Während einer Reise, gemeinsam mit seiner Schwester, nach Rom machte er einen Zwischenhalt in München und nutzte die Zeit, um sich in verschiedenen Antiquitätengeschäften umzusehen; hierbei gab er das Geld, das für die Romfahrt eingeplant war, bereits in München aus, sodass er wieder nach Hause fahren musste.
1909 veröffentlichte er in Deutsche Gaue einen wichtigen Aufsatz zum Thema Das Kruzifix, in dem er eine Zusammenstellung der stilistischen Merkmale der Kruzifixdarstellungen von 1000 bis 1800 veröffentlichte. Er schrieb in seinem Aufsatz, dass es ihm wichtig sei, alte Kruzifixe durch gute Abbildungen und Kopien zu bewahren und zu erhalten. Er informierte über das Alter, die Bedeutung, die Geschichte und die künstlerischen Qualitäten dieser Kreuze. In eigenhändigen Zeichnungen und vielen Detailskizzen zeigte er die charakteristischen Merkmale von Kruzifixdarstellungen der verschiedenen Stilepochen und brachte Beispiele aus seiner eigenen Sammlung, aus der Pfarrei Irsee sowie der näheren und weiteren Umgebung.
Aufgrund seines sich abzeichnenden Ruhestandes machten ihm das Bayerische Landesamt für Denkmalpflege und die Stadt Kaufbeuren im April 1935 den Vorschlag, seine Kruzifix-Sammlung dem Heimatmuseum Kaufbeuren zu überlassen. Bei dreimaligen Zusammenkünften mit dem Museumskustos und städtischen Kulturreferenten Fritz Schmitt wurde im Wege eines Rentenvertrages zugunsten der Schwester von Richard Wiebel am 23. Januar 1936 vereinbart, dass er seine Sammlung von ungefähr 100 Exemplaren Kruzifixe der Stadt Kaufbeuren für ihr Heimatmuseum überließ; später wurde die Sammlung durch Zukäufe und Leihgaben ergänzt.
1916 schrieb er im Kalender bayerischer und schwäbischer Kunst erstmalig über Irsee, die Kirche und die Anlage des ehemaligen Klosters sowie seine Geschichte und die Künstler, die es schufen. Im darauffolgenden Jahr schrieb er im Kalender bayerischer und schwäbischer Kunst über St. Blasisus in Kaufbeuren.
Er veröffentlichte 1918 in der Zeitschrift Das Bayerland einen Aufsatz über Die Benediktiner-Abtei Irsee und 1919 schrieb er über die ehemalige Kartause (siehe Kloster Buxheim) in Buxheim bei Memmingen, wobei er als einer der Ersten das Buxheimer Chorgestühl fast richtig in die Zeit um 1690 datierte. In den folgenden Jahren schrieb er im Kalender bayerischer und schwäbischer Kunst über St. Martin in Memmingen, die ehemalige Prämonstratenserabtei Steingaden (siehe Kloster Steingaden) und die Dorfkirche St. Gordian und Epimachus in Stöttwang. In zwei Artikeln erklärte er den Isenheimer Altar von Matthias Grünewald.
1921 beschäftigte er sich in Das Bayerland mit falschen Bücherrücken (siehe Bünde (Buchbinderei)) und berichtete von solchen, die im Prämonstratenserstift Roggenburg die Nebentüren in der Bibliothek verkleideten.
Erstmalig schrieb er in dem Aufsatz Romanische Löwen-Bildwerke, unter anderem in Altdorf, Füssen, Kaufbeuren, Schongau und Marktoberdorf über romanische Plastiken, dem 1924 eine Abhandlung über Drachenbilder und Drachenkampfdarstellungen in der romanischen Kunst folgte.
Eine Artikelfolge in acht Teilen betitelte er mit Klosterbriefe von Irsee und St. Blasien. Er hatte in der Pfarrregistratur Irsee ein Bündel von 36 Schriftstücken gefunden, dessen Umschlag eine von der Hand des Irseer Abtes Aemilian II. Mock (1765–1784) stammende Aufschrift trug: Correspondenz wehrend dem Aufenthalt R.R. P.P (der ehrwürdigen Patres) Corbinian et Jos. Maria in S. Blasi bey Erlernung der L.L. O.O. (der orientalischen Sprachen, das heißt griechisch und hebräisch) betreffend. Er übersetzte die lateinisch verfasste Korrespondenz, die von Dezember 1765 bis November 1767 zwischen den Benediktinerklöstern St. Blasien im Schwarzwald und Irsee gelaufen war und die ein Bild von der Abreise am 21. April 1766 bis zur Rückkehr am 3. Juli 1767 der jungen Irseer Mönche ergab.
1927 veröffentlichte er seine Schrift Das Schottentor; eine kulturhistorische Auslegung des Portalbildwerkes der St. Jacobskirche in Regensburg. Im selben Jahr erschien sein Heft zu Kloster Irsee in der Filser-Reihe (siehe Benno Filser) Deutsche Kunstführer.
Er beschäftigte sich 1931 in einem Aufsatz im Klerusblatt des Klerusverbands mit Das Hakenkreuz, seine Herkunft und Bedeutung und widersprach der These, es sei wissenschaftlich festgestellt, dass das Hakenkreuz urgermanisch sei, Symbol germanischen Heidentums, Sinnbild der siegenden Sonne und ähnliches. Nach eingehendem Studium des Schrifttums schließe er sich der Meinung an, dass das älteste Auftreten des Hakenkreuzes im semitischen Kulturkreis, in Elam am unteren Tigris nachgewiesen sei.
Er äußerte sich 1934 im Magazin für Pädagogik über das Heilige im Museum, hierbei ging es um die Frage, ob religiöse Darstellungen und Gegenstände in ein Heimatmuseum gehören. Dies sei abhängig vom Zweck des Museums, das der Lebendigmachung des Begriffs Heimat dienen solle. Dazu würden dann auch Denkmäler der Gesinnung und der religiösen Betätigung, Mittel des Geheimglaubens (Amulette, Zauberbücher und ähnliches), religiöser Wohnungsschmuck (Hinterglasbilder, Hausaltare) und Gegenstände privater Andachtsübungen (Rosenkränze, Wallfahrtsandenken und ähnliches) gehören.
In der Reihe der Kleinen Kunstführer des Verlags Schnell & Steiner erschien 1935 sein Heft über St. Blasius in Kaufbeuren und zwischen 1936 und 1939 schrieb er im Magazin für Pädagogik eine Reihe von Aufsätzen zu den Themen romanischer Ikonografie.
Mitte der 1930er Jahre veröffentlichte er seine Forschungsergebnisse über die romanischen Skulpturen am Dom (siehe Kathedrale St. Mariä Himmelfahrt) in Chur in der Schweiz.
Im Oktober 1938 schrieb er geschichtliches über die Eiberger Kapelle St. Nikolaus bei Irsee und das dortige Wallfahrtsbild Maria im Rosenstock.
In den 1930er Jahren veröffentlichte er auch viele Einzelstudien, die im Kontext mit seinem Buch über das Regensburger Schottentor standen, in den von Heinrich Getzeny herausgegebenen Pädagogischen Monatsheften.
Postum wurden seine Aufsätze Die Kapitälskulpturen in Alpirsbach und ihre Symbolik und Zur Geschichte der St. Dominikuskirche in Kaufbeuren veröffentlicht.

## Ehrungen, Auszeichnungen und Erinnerungen
Die Marktgemeinde Irsee verlieh Richard Wiebel das Ehrenbürgerrecht.
In Irsee erinnert an ihn das Richard-Wiebel-Gäßchen, dort, wo der Pfarrer immer zum Dämmerschoppen entlang ging und an der Südseite der Friedhofskirche St. Stephan in Irsee ist eine Gedenkplatte zur Erinnerung an ihn ist eingemauert.
2019 wurde anlässlich seines 150. Geburtstages eine Grabmalsanierung seines Grabes vorgenommen.

## Schriften (Auswahl)
- Das Kruzifix. In: Deutsche Gaue. Kaufbeuren, 1909. S. 161–189 (Digitalisat).
- Das Schottentor – Kulturhistorische Auslegung des Portalbildwerkes der St. Jakobskirche in Regensburg. Augsburg, 1927 (Digitalisat).
- Der Bildinhalt der Domplastik in Chur. In: Anzeiger für schweizerische Altertumskunde, Band 36, Heft 4. 1934. S. 251–263 (Digitalisat).
- Der Bildinhalt der Domplastik in Chur. In: Anzeiger für schweizerische Altertumskunde, Band 37, Heft 1. 1935. S. 50–63 (Digitalisat).
- Der Bildinhalt der Domplastik in Chur. In: Anzeiger für schweizerische Altertumskunde, Band 37, Heft 2. 1935. S. 93–103 (Digitalisat).
- Hugo Schnell; Richard Wiebel: St. Blasiuskirche Kaufbeuren. 1935.
- Der Bildinhalt der romanischen Portalplastik an der St. Johanniskirche in Schwäbisch-Gmünd. In: Magazin für Pädagogik, 98 Jahrgang. 1935. S. 437–440 (Digitalisat).
- Die blaue Farbe in ihrer kirchlichen und volkstümlichen Bedeutung. In: Magazin für Pädagogik, 101. Jahrgang. 1938. S. 340–350.
- Die geistige Botschaft romanischer Bauplastik. 1940 (Digitalisat).
- Das Steinbild in Dunningen. In: Heilige Kunst. Stuttgart, 1941. S. 27–30.
- Die Rätsel der Bronzetüre des Augsburger Doms. In: Das Münster. Zeitschrift für christliche Kunst und Kunstwissenschaft. 1. Jahrgang, Heft 1–2. 1947/1948. S. 4–23.